# Чезаре Рубіні
Чезаре Рубіні (італ. Cesare Rubini, 2 листопада 1923 — 8 лютого 2011) — італійський ватерполіст.
Олімпійський чемпіон 1948 року, бронзовий призер 1952 року, учасник 1956 року.
Чемпіон Європи з водного поло 1947 року, бронзовий призер 1954 року.